# Jacki Weaver
Jacki Weaver, all'anagrafe Jacqueline Ruth Weaver (Sydney, 25 maggio 1947), è un'attrice australiana.
Attrice simbolo della New Wave del cinema australiano degli anni Settanta, ottiene il successo internazionale grazie alle sue interpretazioni in Animal Kingdom (2010) e Il lato positivo - Silver Linings Playbook (2012), venendo candidata per entrambe le pellicole all'Oscar alla miglior attrice non protagonista. Per Animal Kingdom si è inoltre aggiudicata un Satellite Award, un National Board of Review Award e una nomination al Golden Globe.

## Biografia
La Weaver è nata a Sydney, Australia, dove suo padre Arthur, era un avvocato mentre sua madre, Edith (nata Simpson), un'emigrata britannica. Ha frequentato la Hornsby Girls' High School.
Esordisce sul piccolo schermo a soli 19 anni, con partecipazioni alla serie tv Wandjina, nel 1966. Nel 1971, al suo esordio sul grande schermo, con Stork, vince il premio di miglior attrice non protagonista assegnato dall'Australian Film Institute, l'attuale AACTA Award. Nel 1975 è nel cast del fortunato successo di Peter Weir Picnic ad Hanging Rock, dove interpreta il ruolo della domestica Minnie, rilevante per la sua affezione nei confronti del misterioso personaggio di Sara.
Senza mai abbandonare gli schermi televisivi, partecipa anche a Caddie, che le fa guadagnare una seconda vittoria agli AACTA Awards. Nel 1983 doppia il film d'animazione Abra Cadabra, diretto da Alexander Stitt. Il suo nome rimane tuttavia legato soprattutto alle produzioni televisive australiane, quali Squizzy Taylor e Water under the bridge, e dal 1987 l'attrice scompare per un lungo periodo dal mondo dello spettacolo. Nel 1996 torna sul grande schermo con la pellicola Pazzi per Mozart.
Nel frattempo l'attività è continuata sui palcoscenici, che le hanno fruttato alcuni premi australiani, sino al rilancio cinematografico avvenuto con Animal Kingdom, di David Michôd, nel 2010. Con questa pellicola la Weaver ottiene un terzo premio AACTA e oltre 10 nomination ad importanti premi internazionali, fra cui all'Oscar e al Golden Globe. Nel 2012 è nel folto cast di Il lato positivo - Silver Linings Playbook, dove affianca Robert De Niro nel ruolo della madre del protagonista, che le frutta una seconda nomination al Premio Oscar. Nel 2013 è nel cast del thriller Stoker, di Park Chan-wook, al fianco di Nicole Kidman.

## Vita privata
Si è sposata cinque volte: prima dal 1966 al 1970 con il regista televisivo David Price; poi nel 1975 con l'operatore Max Hensser da cui ha divorziato prima di sposare nel 1983 Derryn Hinch; divorziarono nel 1996 per poi riconciliarsi poco dopo e risposarsi l'anno dopo ma dopo un anno di matrimonio, anche il secondo matrimonio naufragò; dal 2003 è sposata con l'attore Sean Taylor. È anche stata legata con i registi Richard Wherrett e John Walters; da quest'ultimo, ha avuto un figlio, Dylan (nato nel 1969), che l'ha resa nonna di due nipoti.

## Filmografia

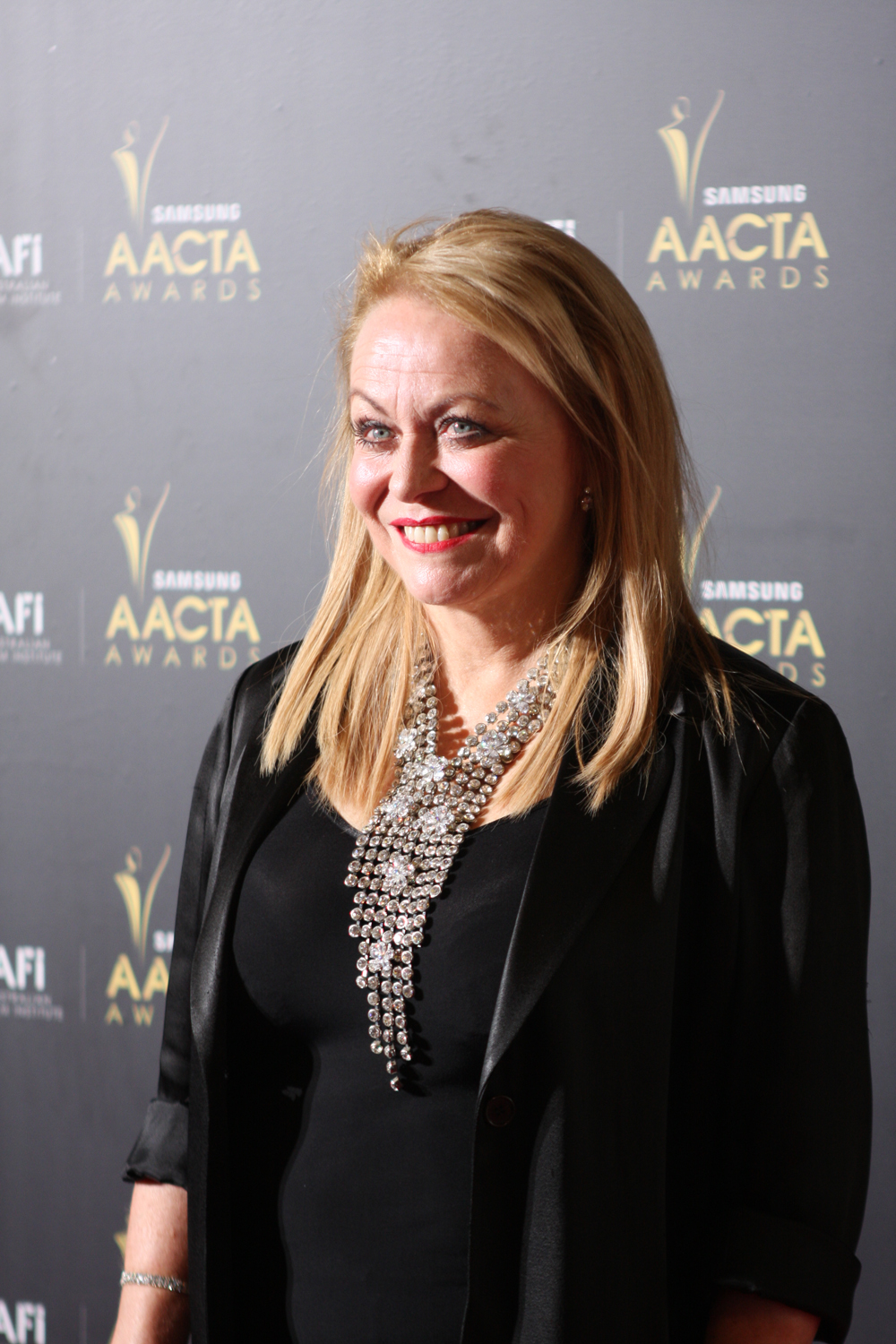
Jacki Weaver agli AACTA Awards 2012

### Attrice

#### Cinema
- Stork, regia di Tim Burstall (1971)
- La moglie del professore (Petersen), regia di Tim Burstall (1974)
- Picnic ad Hanging Rock (Picnic at Hanging Rock), regia di Peter Weir (1975)
- The Removalists, regia di Tom Jeffrey (1975)
- Caddie, regia di Donald Crombie (1976)
- Pazzi per Mozart (Cosi), regia di Mark Joffe (1996)
- Three Blind Mice, regia di Matthew Newton (2008)
- Animal Kingdom, regia di David Michôd (2010)
- Summer Coda, regia di Richard Gray (2010)
- The Five-Year Engagement, regia di Nicholas Stoller (2012)
- Il lato positivo - Silver Linings Playbook (Silver Linings Playbook), regia di David O. Russell (2012)
- Stoker, regia di Park Chan-wook (2013)
- Parkland, regia di Peter Landesman (2013)
- The Voices, regia di Marjane Satrapi (2014)
- Magic in the Moonlight, regia di Woody Allen (2014)
- Last Cab to Darwin, regia di Jeremy Sims (2015)
- Equals, regia di Drake Doremus (2015)
- Goldstone - Dove i mondi si scontrano (Goldstone), regia di Ivan Sen (2016)
- The Disaster Artist, regia di James Franco (2017)
- Il re della polka (The Polka King), regia di Maya Forbes (2017)
- L'unica (Irreplaceable You), regia di Stephanie Laing (2018)
- Life of the Party - Una mamma al college, regia di Ben Falcone (2018)
- Widows - Eredità criminale (Widows), regia di Steve McQueen (2018)
- Bird Box, regia di Susanne Bier (2018)
- Out of Blue - Indagine pericolosa (Out of Blue), regia di Carol Morley (2018)
- Zeroville, regia di James Franco (2019)
- The Grudge, regia di Nicolas Pesce (2020)
- Le ragazze del Pandora's Box (Stage Mother), regia di Thom Fitzgerald (2020)
- Penguin Bloom, regia di Glendyn Ivin (2020)
- Father Stu, regia di Rosalind Ross (2022)
- Wildflower, regia di Matt Smukler (2022)

#### Televisione
- Wadjina! – serie TV, 1 episodio (1967)
- Homicide – serie TV, 9 episodi (1967)
- Division 4 – serie TV, 2 episodi (1969-1973)
- Alta marea (Riptide) – serie TV, 1 episodio (1969)
- Woobinda (Woobinda, Animal Doctor) – serie TV, 1 episodio (1970)
- The Godfathers – serie TV, 1 episodio (1971)
- Matlock Police – serie TV, 4 episodi (1971-1976)
- Catwalk – serie TV, 1 episodio (1972)
- Silent Number – serie TV, 1 episodio (1974)
- Rush - Corsa all'oro (Rush) – serie TV, 1 episodio (1976)
- Water Under the Bridge – miniserie TV, 8 episodi (1980)
- Trickled Pink – serie TV, 2 episodi (1981)
- Hammer Bay, regia di Ben Briand – film TV (2007)
- Satisfaction – serie TV, 2 episodi (2009)
- Super Fun Night – serie TV, 1 episodio (2013)
- Gracepoint – serie TV, 10 episodi (2014)
- Sister Cities, regia di Sean Hanish – film TV (2016)
- Secret City – miniserie TV, 6 episodi (2016)
- Bloom – serie TV, 7 episodi (2019-2020)
- Yellowstone – serie TV, 7 episodi (2021-2022)
- Hello Tomorrow! – serie TV, 6 episodi (2023)
- Clipped, regia di Kevin Bray e Francesca Gregorini – miniserie TV (2024)

### Doppiatrice
- L'ape Maia - Il film (Maya the Bee Movie), regia di Alexs Stadermann (2014)
- Back to the Outback - Ritorno alla natura (Back to the Outback), regia di Harry Cripps e Clare Knight (2021)

## Teatro
- The Falls (Griffin Theatre Company)
- Fred (Sydney Theatre Company)
- After The Ball (Sydney Theatre Company)
- Navigating, (Queensland and Melbourne Theatre companies)
- They're Playing Our Song, premiata con il Variety Club Award
- Three Sisters and The Seagull
- Un tram chiamato desiderio
- Love's Labour's Lost
- Bedroom Farce
- Reunion
- Last of the Red Hot Lovers
- The Real Thing
- Emerald City
- Blithe Spirit
- Sei gradi di separazione
- Away
- Girl Talk
- A Hard God (Sydney Theatre Company)
- Soulmates (Sydney Opera House Drama Theatre)
- Last Cab to Darwin
- Entertaining Mr Sloane (State Theatre Company of South Australia) (2010)
- Zio Vanya, nel ruolo di Nana, con John Bell, Cate Blanchett, Richard Roxburgh, Hugo Weaving (2010)

## Riconoscimenti
- Premi Oscar
  - 2011 – Candidatura alla miglior attrice non protagonista per Animal Kingdom
  - 2013 – Candidatura alla miglior attrice non protagonista per Il lato positivo - Silver Linings Playbook
- AACTA Awards
  - 1971 – Miglior attrice per Stork
  - 1976 – Miglior attrice non protagonista per Caddie
  - 2011 – Miglior attrice per Animal Kingdom
  - 2013 – Miglior attrice non protagonista internazionale per Il lato positivo – Silver Linings Playbook
- Golden Globe
  - 2011 – Candidatura alla migliore attrice non protagonista per Animal Kingdom
- National Board of Review Awards
  - 2010 – Miglior attrice non protagonista per Animal Kingdom
- Satellite Awards
  - 2010 – Miglior attrice non protagonista per Animal Kingdom

## Doppiatrici italiane
Nelle versioni in italiano delle opere in cui ha recitato, Jacki Weaver è stata doppiata da:
- Lorenza Biella in Animal Kingdom, Il lato positivo - Silver Linings Playbook, Magic in the Moonlight, Secret City, Life of the Party - Una mamma al college, Widows - Eredità criminale, Zeroville, The Grudge, Le ragazze del Pandora's Box, Father Stu, Hello Tomorrow!
- Graziella Polesinanti in Equals, Small Crimes, The Disaster Artist, L'unica, Bird Box
- Melina Martello in Penguin Bloom, Yellowstone
- Germana Dominici in Picnic ad Hanging Rock (Il lungo pomeriggio della morte)
- Marina Tagliaferri in The Five-Year Engagement
- Vittoria Febbi in Stoker
- Ludovica Modugno in Parkland
- Beatrice Margiotti in The Voices
- Anna Teresa Eugeni in Goldstone - Dove i mondi si scontrano
- Valeria Perilli in Out of Blue - Indagine pericolosa

Da doppiatrice, in italiano è stata sostituita da:
- Stefanella Marrama in L'ape Maia - Il film
- Antonella Baldini in Back to the Outback - Ritorno alla natura